# Hendrik Eemkens

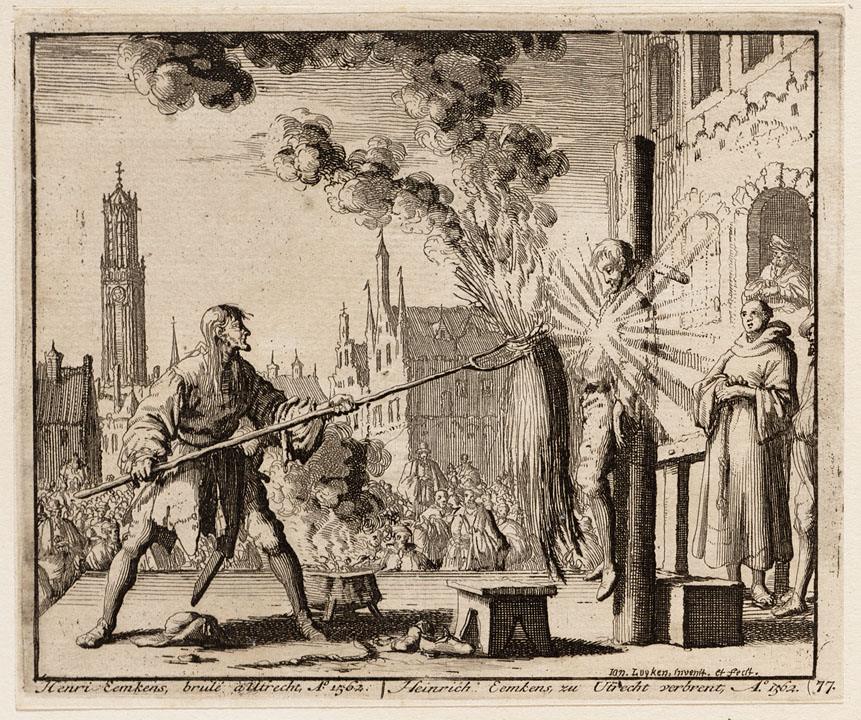
Gefantaseerde 17e-eeuwse voorstelling van Jan Luyken met de terechtstelling van Eemkens.

Hendrik Eemkens (? - Utrecht, 10 juni 1562) was een wederdoper die in de stad Utrecht de doodstraf kreeg vanwege zijn geloof.
Eemkens was van beroep kleermaker. Hij leefde in een tijdsgewricht waarin enige godsdiensttolerantie was ontstaan bij het Utrechtse stadsbestuur en katholieken. Dopers kwamen daar sinds circa 1530 voor en Eemkens sloot zich erbij aan. Koning Filips II trad hier echter tegen op en liet ketterij vervolgen. Eemkens werd in het vervolg gearresteerd tijdens het bijwonen van een geloofsbijeenkomst in Utrecht of omstreken. Het oordeel daarover was doodstraf door verbranding. Op 10 juni 1562 werd hij terechtgesteld in de stad Utrecht. Op de Neude bracht de beul in de uitvoering van de doodstraf een zakje buskruit dat op de borst van Eemkens was aangebracht tot ontploffing met een bundel brandend stro, een niet gebruikelijke werkwijze die echter wel een snelle dood betekende. Het lichaam werd hierna verbrand.
17 jaar na zijn dood kwam de Unie van Utrecht tot stand waarin onder meer godsdienstvrijheid werd bepaald. Eemkens werd daarnaast opgenomen in De Martelaersspiegel.
In 2012 werd een plaquete in de bestrating van de Neude aangebracht die herinnert aan de executie van Eemkens.